# Xiphocolaptes major
Xiphocolaptes major là một loài chim trong họ Furnariidae.